# 蘭利 (華盛頓州)
蘭利（英語：Langley）位於美國華盛頓州艾蘭縣，靠近惠德比島南部北岸的東端。本市是惠德比島上第三大的已組織地區。美國2000年人口普查時人口為959人，但蘭利郵局的美國郵遞區號列表區域（ZCTA）有4,878的人口。本市的面積只有0.8平方英里（2.1平方公里），但ZCTA卻涵蓋了26.20平方英里（67.86平方公里）。
蘭利是個旅遊勝地，許多當地企業在世界各地的旅遊手冊上進行宣傳。蘭利是一家30年代戲院、食品雜貨店和許多餐廳的發源地。
蘭利位於蘭利警察局的艾蘭縣第3號消防區內，也是南惠德比學區#206的中心。現任市長為保羅·薩繆爾森（2008–2012），而現任警察局長為蘭迪·黑斯頓（Randy Heston）。
根據華盛頓州區域人均所得統計，蘭利在522個地區中排第92名。

## 資料來源
1. ↑   (PDF). Office of Financial Management.   [2007-03-05]. （原始内容 (pdf)存档于2007-06-15）.
2. ↑  . United States Census Bureau.   [2008-01-31].
3. ↑  . United States Geological Survey. 2007-10-25  [2008-01-31].
4. 1 2  . U.S. Census Bureau. 2000  [2006-08-04]. （原始内容存档于2020-02-12）.

## 外部連結
- City of Langley （页面存档备份，存于）
- Langley Murder Mystery